# La Vie invisible d'Eurídice Gusmão
Pour plus de détails, voir Fiche technique et Distribution.
La Vie invisible d'Eurídice Gusmão (A Vida Invisível) est un film brésilien réalisé par Karim Aïnouz, sorti en 2019.

## Synopsis
Rio de Janeiro, 1950. Euridice, 18 ans, et Guida, 20 ans, sont deux sœurs inséparables. Elles vivent chez leurs parents et rêvent, la première d’une carrière de pianiste, la seconde du grand amour. À cause de leur père, les deux sœurs vont devoir construire leurs vies l’une sans l’autre. Séparées, elles prendront en main leur destin, sans jamais renoncer à se retrouver.

## Fiche technique
- Titre original : A Vida Invisível
- Titre français : La Vie invisible d'Eurídice Gusmão
- Réalisation : Karim Aïnouz
- Scénario : Karim Aïnouz et Inés Bortagaray, d’après le roman A Vida Invisível de Eurídice Gusmão de l’écrivaine du Pernambouc Martha Batalha (pt)[1]
- Direction artistique : Rodrigo Martirena
- Costumes : Marina Franco
- Photographie : Hélène Louvart
- Musique : Benedikt Schiefer
- Pays d'origine : Brésil, Allemagne
- Format : Couleurs - 2.39:1
- Genre : drame
- Durée : 139 minutes
- Dates de sortie :
  - France : 20 mai 2019 (festival de Cannes 2019 - section Un certain regard), 11 décembre 2019 (sortie nationale)
  - Brésil : 31 octobre 2019

## Distribution
- Carol Duarte : Eurídice Gusmão jeune
- Fernanda Montenegro : Eurídice Gusmão âgée
- Júlia Stockler : Guida Gusmão
- Gregório Duvivier : Antenor
- Marcio Vito : Osvaldo

## Accueil de la critique
En France, le film est très apprécié de la presse et obtient une moyenne de 4,1/5 sur Allociné.
Pour Le Parisien, le film est « un hommage vibrant et coloré à toutes les femmes aux “vies invisibles” ». Pour le magazine Première, le film est « un ravissement ».

## Distinctions
- Festival de Cannes 2019 : prix Un certain regard[5]
- Festival Biarritz Amérique latine 2019 : prix du jury et prix du Syndicat français de la critique de cinéma[6]
- Festival international du film d'histoire de Pessac 2019 : prix du jury professionnel et prix Danielle-Le Roy du jury Étudiant[7]
- Festival international du nouveau cinéma latino-américain de La Havane 2019 : prix de la meilleure photographie pour Hélène Louvart et prix de la meilleure direction artistique pour Rodrigo Martirena[8],[9]

### Revue de presse
- « Trois questions à Karim Aïnouz : C'est l'histoire de beaucoup de Brésiliennes », Courrier international no 1515, Paris , 14 novembre 2019, p. 61  (ISSN 1154-516X)